# Insieme vocale Vox Cordis
L'insieme vocale "Vox Cordis" è un coro polifonico con sede ad Arezzo, fondato nel 1997 e specializzato nel repertorio gregoriano, rinascimentale e contemporaneo. Il coro è diretto da Lorenzo Donati (1972), violinista e compositore.
Il coro ha ottenuto premi importanti in vari concorsi nazionali e internazionali e si presenta in varie formazioni, tra cui una schola gregoriana, un ensemble madrigalistico, un coro femminile e un coro giovanile.

## Attività
Il gruppo ha effettuato molti concerti in Italia e all'estero (Francia, Georgia, Malta, Paesi Bassi, Slovenia, Svizzera, Spagna, ecc), partecipando a festival e competizioni nazionali ed internazionali. Fra i premi e gli eventi più importanti vi sono:
- 1998: 3º Premio al XV Concorso nazionale di canto corale Guido d'Arezzo
- 2003: 1º premio al 38º Concorso corale nazionale di Vittorio Veneto e vincitore dell'11º Gran premio “Efrem Casagrande”
- 2004: 1º Premio al Concorso europeo della Piccardia (Senlis, Francia)
- 2006: Esecuzione al Festival della Picardia della Missa Choralis di Franz Liszt
- 2010: 2º e 3º premio al Concorso internazionale di Montreux
- 2011: 1º premio - categoria a voci pari al Concorso internazionale di Cantonigros
- 2013: 2º premio (1° non assegnato) e premio del pubblico - categoria a voci pari al Concorso internazionale "florilège vocal" di Tours
- 2014: 2º premio categoria cori misti, 3º premio categoria cori femminili, premio per migliore prima esecuzione al 50º choral festival di Montreux

Il coro ha inciso brani di musica antica e contemporanea e ha collaborato con molte istituzioni culturali italiane e artisti internazionali (Fondazione Guido d'Arezzo, Festival des cathédrales de Picardie, Javier Busto, Roberto Fabbriciani, Diego Fasolis, Roberto Gabbiani, Gary Graden, Stojan Kuret, Carl Høgset, F. Luisi, Eva Mei, Vytautas Miskinis, Katia Ricciarelli, K. Suttner, P. White).

## Discografia
- Un CD con alcuni brani inediti del direttore Lorenzo Donati, registrato per la Radio Vaticana nel 1998.
- "Surge Aurora", un CD con brani del direttore Lorenzo Donati, con la partecipazione del soprano Gaia Matteini.